# Fortuna Sittard
Fortuna Sittard es un club de fútbol de Sittard, Limburgo, Países Bajos. El club se estableció mediante la fusión de los antiguos clubes Fortuna 54 y Sittardia, que se fusionaron como Fortuna Sittardia Combinatie el 1 de julio de 1968. El club disputa actualmente en la Eredivisie, la primera división neerlandesa, y juega de local en el Fortuna Sittard Stadion, con una capacidad de 12.800 asientos (de los cuales 800 asientos para el club visitante).

## Historia
El club experimentó fortunas mixtas a lo largo de su historia, aunque fueron un elemento habitual en la Eredivisie en la década de 1990, con muchos jugadores talentosos como Kevin Hofland, Mark van Bommel y Fernando Ricksen emergiendo de su sistema juvenil. Estos jugadores se unieron más tarde al PSV Eindhoven y los Rangers a partir de entonces se presentaron para el equipo nacional de Holanda. La dirección del equipo también tenía buen ojo para el talento, ya que eligieron a Wilfred Bouma y Patrick Paauwe del equipo juvenil del PSV. Ambos jugadores se desarrollaron bien con el entrenador Bert van Marwijk, antes de irrumpir en la selección holandesa y avanzar hacia clubes más grandes.
'Fortuna 54' fue un club relativamente exitoso que una vez ganó la Copa de los Países Bajos en la temporada 1956-57, donde terminó la temporada de la Eredivisie en segundo lugar detrás del campeón Ajax mientras que el 'Sittardia' luchó contra el descenso durante muchas temporadas. Otro triunfo de la KNVB Cup también fue celebrado por 'Fortuna 54' en 1964 antes de la fusión de los dos clubes en 1968 debido a dificultades financieras.
Al final de la temporada 1999-2000, el exitoso entrenador Bert van Marwijk se fue para unirse al Feyenoord y el equipo pareció derrumbarse. Debido a la mala gestión, el equipo firmó una serie de "estrellas" sobrepagadas y de bajo rendimiento. Fortuna descendió a Primera División en la temporada 2001-02, donde las cosas iban de mal en peor muy rápidamente. Se habían descubierto irregularidades financieras y el equipo se ha enfrentado a la bancarrota durante las últimas cuatro temporadas. Un pequeño punto culminante llegó en el invierno de 2003, cuando dos de los aficionados del club ganaron la lotería holandesa y donaron todo el dinero del premio al club.
Las cosas empezaron a mejorar para Fortuna, cuando pudieron saldar la mayoría de sus deudas vendiendo el nuevo estadio, el estadio Wagner & Partners. Desafortunadamente, el equipo no ha estado jugando en el campo y terminó en el último lugar en la Primera División holandesa durante tres temporadas consecutivas.
El 19 de mayo de 2009, la KNVB anunció que retiraría la licencia para jugar de Fortuna Sittard para la temporada 2010-11. Tras acudir a la corte civil, esta decisión fue revocada y el club no perdió su licencia. A pesar de que los problemas financieros siguieron plagando al club, los últimos años han visto un regreso lento pero constante a la salud financiera, con los éxitos deportivos siguiendo su ejemplo. En la temporada 2011-2012 se perdieron la clasificación para los playoffs para el ascenso a la Eredivisie por un pelo, concediendo un empate en los últimos segundos de la temporada en el partido en casa contra los Go Ahead Eagles, viéndolos tomar el último lugar en los playoffs. En 2012-13 y 2013-14 consiguieron la clasificación y tuvieron la primera oportunidad de volver a la Eredivisie desde su descenso en 2002, pero perdieron los dos partidos de la primera ronda contra el De Graafschap.
En 2018, después de 16 años en la Eerste Divisie, Fortuna ganó el ascenso a la Eredivisie nuevamente después de vencer al Jong PSV 1-0 para mantenerse alejado de NEC Nimega y terminar en segundo lugar ante los campeones Jong Ajax, a quienes no se les permite ascender.
La temporada 2018-19 comenzó desafortunada para los Limburgers: a pesar de un punto casi robado contra el PSV Eindhoven, Fortuna se encontró en el último lugar de la liga después de cuatro partidos. Sin embargo, una victoria por 2-3 en el NAC Breda los colocó más arriba en la clasificación. En octubre y noviembre, Fortuna continuó ganando puntos y finalmente se encontró de nuevo en el noveno lugar de la Eredivisie después de 13 partidos.
La temporada 2019-20 terminó con Fortuna en el puesto 16. Pero con la temporada declarada nula debido a la pandemia de coronavirus, participarán en la Eredivisie en 2020-21.

## Palmarés
- Copa de los Países Bajos
  - Ganadores: 1956–57, 1963–64
  - Subcampeones: 1983–84, 1998–99
- Eerste Divisie
  - Ganadores: 1958–59, 1963–64, 1965–66, 1994–95
  - Promoción: 1981–82, 2017–18

## Resultados
A continuación se muestra una tabla con los resultados nacionales de Fortuna Sittard desde la introducción del fútbol profesional en 1956.
| Resultados nacionales desde 1956                                              | Resultados nacionales desde 1956 | Resultados nacionales desde 1956                 | Resultados nacionales desde 1956         | Resultados nacionales desde 1956 |
| Liga nacional                                                                 | Resultado de la liga             | Calificación para                                | Temporada de la Copa de los Países Bajos | Resultado de la copa             |
| ----------------------------------------------------------------------------- | -------------------------------- | ------------------------------------------------ | ---------------------------------------- | -------------------------------- |
| Eredivisie 2019-20                                                            | –                                | –                                                | 2019–20                                  | –                                |
| Eredivisie 2018-19                                                            | 15                               | –                                                | 2018–19                                  | Cuartos de final                 |
| Eerste Divisie 2017-18                                                        | Segundo                          | Eredivisie (ascenso)                             | 2017–18                                  | Octavos de final                 |
| Eerste Divisie 2016-17                                                        | 17                               | –                                                | 2016–17                                  | Primera Ronda                    |
| Eerste Divisie 2015-16                                                        | 16                               | –                                                | 2015–16                                  | Segunda Ronda                    |
| Eerste Divisie 2014-15                                                        | 19                               | –                                                | 2014–15                                  | Tercera Ronda                    |
| Eerste Divisie 2013-14                                                        | 8                                | Play-Offs de Ascenso/Descenso: Sin Ascenso       | 2013–14                                  | Segunda Ronda                    |
| Eerste Divisie 2012-13                                                        | 7                                | Play-Offs de Ascenso/Descenso: Sin Ascenso       | 2012–13                                  | Segunda Ronda                    |
| Eerste Divisie 2011-12                                                        | 11                               | –                                                | 2011–12                                  | Segunda Ronda                    |
| Eerste Divisie 2010-11                                                        | 16                               | –                                                | 2010–11                                  | Tercera Ronda                    |
| Eerste Divisie 2009-10                                                        | 17                               | –                                                | 2009–10                                  | Segunda Ronda                    |
| Eerste Divisie 2008-09                                                        | 15                               | –                                                | 2008–09                                  | Tercera Ronda                    |
| Eerste Divisie 2007-08                                                        | 16                               | –                                                | 2007–08                                  | Tercera Ronda                    |
| Eerste Divisie 2006-07                                                        | 15                               | –                                                | 2006–07                                  | Segunda Ronda                    |
| Eerste Divisie 2005–06                                                        | 20                               | –                                                | 2005-06                                  | Segunda ronda                    |
| Eerste Divisie 2004-05                                                        | 19                               | –                                                | 2004-05                                  | Segunda Ronda                    |
| Eerste Divisie 2003-04                                                        | 19                               | –                                                | 2003-04                                  | Segunda ronda                    |
| Eerste Divisie 2002-03                                                        | 15                               | –                                                | 2002-03                                  | Fase de grupos                   |
| Eredivisie 2001-02                                                            | 18                               | Eerste Divisie (descenso)                        | 2001-02                                  | Octavos de final                 |
| Eredivisie 2000-01                                                            | 16                               | – (- (superviviente prom./releg. play-offs)      | 2000–01                                  | Octavos de final                 |
| Eredivisie 1999-2000                                                          | 12                               | –                                                | 1999–2000                                | Tercera Ronda                    |
| Eredivisie 1998-99                                                            | 10                               | –                                                | 1998–99                                  | Final                            |
| Eredivisie 1997-98                                                            | 7                                | Copa Intertoto (R3)                              | 1997–98                                  | Cuartos de final                 |
| Eredivisie 1996-97                                                            | 11                               | –                                                | 1996-97                                  | Segunda ronda                    |
| Eredivisie 1995-96                                                            | 13                               | –                                                | 1995-96                                  | Octavos de final                 |
| Eerste Divisie 1994-95                                                        | Primero                          | Eredivisie (ascenso)                             | 1994-95                                  | Fase de grupos                   |
| Eerste Divisie 1993-94                                                        | 10                               | –                                                | 1993-94                                  | Tercera ronda                    |
| Eredivisie 1992-93                                                            | 16                               | Eerste Divisie (perder prom./releg. eliminatoria | 1992-93                                  | Octavos de final                 |
| Eredivisie 1991-92                                                            | 14                               | –                                                | 1991–92                                  | Segunda Ronda                    |
| Eredivisie 1990-91                                                            | 12                               | –                                                | 1990–91                                  | Segunda Ronda                    |
| Eredivisie 1989-90                                                            | 7                                | –                                                | 1989–90                                  | Cuartos de final                 |
| Eredivisie 1988-89                                                            | 8                                | –                                                | 1988–89                                  | Octavos de final                 |
| Eredivisie 1987-88                                                            | 8                                | –                                                | 1987–88                                  | Octavos de final                 |
| Eredivisie 1986-87                                                            | 9                                | –                                                | 1986–87                                  | Cuartos de final                 |
| Eredivisie 1985-86                                                            | 8                                | –                                                | 1985–86                                  | Cuartos de final                 |
| Eredivisie 1984-85                                                            | 7                                | –                                                | 1984–85                                  | Octavos de final                 |
| Eredivisie 1983-84                                                            | 12                               | Recopa de Europa 1984–85                         | 1983–84                                  | Final                            |
| Eredivisie 1982-83                                                            | 8                                | –                                                | 1982–83                                  | Segunda Ronda                    |
| Eerste Divisie 1981-82                                                        | Segundo                          | Eredivisie (ascenso)                             | 1981–82                                  | Primera Ronda                    |
| Eerste Divisie 1980-81                                                        | 4                                | –                                                | 1980–81                                  | Segunda Ronda                    |
| Eerste Divisie 1979-80                                                        | 7                                | –                                                | 1979–80                                  | Segunda Ronda                    |
| Eerste Divisie 1978-79                                                        | 4                                | Competencia de Ascenso: Sin Ascenso              | 1978–79                                  | Cuartos de final                 |
| Eerste Divisie 1977-78                                                        | 5                                | –                                                | 1977–78                                  | Segunda Ronda                    |
| Eerste Divisie 1976-77                                                        | 7                                | –                                                | 1976–77                                  | Segunda Ronda                    |
| Eerste Divisie 1975-76                                                        | 7                                | Competencia de Ascenso: Sin Ascenso              | 1975–76                                  | Primera Ronda                    |
| Eerste Divisie 1974-75                                                        | 9                                | –                                                | 1974–75                                  | Segunda Ronda                    |
| Eerste Divisie 1973-74                                                        | 5                                | Competencia de Ascenso: Sin Ascenso              | 1973–74                                  | Segunda ronda                    |
| Eerste Divisie 1972-73                                                        | 9                                | –                                                | 1972–73                                  | Primera ronda                    |
| Eerste Divisie 1971-72                                                        | 13                               | –                                                | 1971–72                                  | Cuartos de final                 |
| Eerste Divisie 1970-71                                                        | 10                               | –                                                | 1970–71                                  | Semifinal                        |
| Eerste Divisie 1969-70                                                        | 14                               | –                                                | 1969–70                                  | Primera ronda                    |
| Eredivisie 1968-69                                                            | 18                               | Eerste Divisie (descenso)                        | 1968-69                                  | Primera ronda                    |
| Eredivisie 1967-68 (como Fortuna '54... ...y Sittardia)                       | 17 18                            | Fusión en Fortuna SC                             | 1967-68                                  | Fase de grupos Octavos de final  |
| Eredivisie 1966-67 (como Fortuna '54... ...y Sittardia)                       | 14 7                             | –                                                | 1966-67                                  | Primera ronda                    |
| Eredivisie 1965-66 (como Fortuna '54) Eerste Divisie 1965-66 (como Sittardia) | 9 Primero                        | – Eredivisie (ascenso)                           | 1965-66                                  | Fase de grupos                   |
| Eredivisie 1964-65 (como Fortuna '54... ...y Sittardia)                       | 6 15.º                           | – Eerste Divisie (descenso)                      | 1964-65                                  | Primera ronda Octavos de final   |
| Eredivisie 1963-64 (como Fortuna '54) Eerste Divisie 1963-64 (como Sittardia) | 7 Primero                        | Recopa de Europa 1964–65 Eredivisie (ascenso)    | 1963–64                                  | Ganador Primera Ronda            |
| Eredivisie 1962-63 (como Fortuna '54) Eerste Divisie 1962-63 (como Sittardia) | 12                               | –                                                | 1962–63                                  | Octavos de final Tercera Ronda   |
| Eredivisie 1961-62 (como Fortuna '54) Eerste Divisie 1961-62 (como Sittardia) | 12 Tercero                       | –                                                | 1961–62                                  | ?                                |
| Eredivisie 1960-61 (como Fortuna '54) Eerste Divisie 1960-61 (como Sittardia) | 15 Quinto (Grupo B)              | –                                                | 1960–61                                  | ?                                |
| Eredivisie 1959-60 (como Fortuna '54... ...y Sittardia)                       | 14 18                            | – Eerste Divisie (descenso)                      | No Sostenido                             | No Sostenidl                     |
| Eredivisie 1958-59 (como Fortuna '54) Eerste Divisie 1958-59 (como Sittardia) | Tercero Primero (Grupo B)        | – Eredivisie (ascenso)                           | 1958–59                                  | ?                                |
| Eredivisie 1957-58 (como Fortuna '54) Eerste Divisie 1957-58 (como Sittardia) | 4 Cuarto (Grupo B)               | –                                                | 1957–58                                  | ?                                |
| Eredivisie 1956-57 (como Fortuna '54) Eerste Divisie 1956-57 (como Sittardia) | Segundo Sexto (Grupo B)          | –                                                | 1956–57                                  | Ganador ?                        |

## Participación en competiciones europeas
Como Fortuna '54
| Temporada | Competición   | Ronda    | Club                    | Cómputo global | Ida     | Vuelta  |
| --------- | ------------- | -------- | ----------------------- | -------------- | ------- | ------- |
| 1964/65   | Recopa Europa | 1R       | AC Torino               | 3–5            | 1–3 (F) | 2–2 (C) |
| 1965/66   | Intertoto Cup | Grupo A2 | FC Kaiserslautern       | 3–2            | 2–0 (C) | 1–2 (F) |
| 1965/66   | Intertoto Cup | Grupo A2 | Djurgårdens IF          | 4–0            | 3–0 (C) | 1–0 (F) |
| 1965/66   | Intertoto Cup | Grupo A2 | Grasshopper Club Zürich | 3–1            | 2–1 (C) | 1–0 (F) |
| 1965/66   | Intertoto Cup | 1/4      | FC Lugano               | 1–2            | 1–1 (C) | 0–1 (U) |

Como Fortuna Sittard
| Temporada | Competición   | Ronda | Club                | Cómputo global | Ida     | Vuelta  |
| --------- | ------------- | ----- | ------------------- | -------------- | ------- | ------- |
| 1984/85   | Recopa Europa | 1R    | KB Kopenhagen       | 3–0            | 0–0 (F) | 3–0 (C) |
| 1984/85   | Recopa Europa | 1/8   | Wisła Kraków        | 3–2            | 2–0 (C) | 1–2 (F) |
| 1984/85   | Recopa Europa | 1/4   | Everton FC          | 0–5            | 0–3 (F) | 0–2 (C) |
| 1998      | Intertoto Cup | 3R    | Vorskla Poltava     | 5–2            | 3–0 (C) | 2–2 (F) |
| 1998      | Intertoto Cup | 1/2   | SV Austria Salzburg | 3–4            | 2–1 (C) | 1–3 (F) |

## Entrenadores
Como Fortuna '54
- 1956–57:  Friedrich Donenfeld (Vicecampeón, ganador de la copa)
- 1957–58:  Bram Appel
- 1958–59:  Harry Verhardt
- 1959–61:  Friedrich Donenfeld
- 1961–63:  Jung Schlangen
- 1963–65:  Wim Latten (Ganador de la Copa 1964)
- 1965–66:  Max Schirschin
- 1966–67:  Karl-Heinz Marotzke
- 1967–68:  Bram Appel

Como Sittardia
- Frans Debruyn
- Vladimir Beara (1966–1968)
- Frans Debruyn (1968)

Como Fortuna Sittard
- Frans Debruyn (1968–1969)
- Henk Reuvers (1969–1970)
- Evert Teunissen (1970–1972)
- Cor Brom (1972–1976)
- Cor van der Hart (1976–1977)
- Joop Castenmiller (1977–1980)
- Frans Körver (1980–1984)
- Bert Jacobs (1984–1987)
- Hans van Doorneveld (1987–1989)
- Han Berger (1989–1991)
- Georg Keßler (1991–1992)
- Chris Dekker (1992–1994)
- Pim Verbeek (1994–1997)
- Bert van Marwijk (1997-2000)
- Henk Duut (2000–2001)
- Frans Thijssen (2000–2001)
- Hans Verèl (2001)
- Hans de Koning (2001–2004)[8]
- Chris Dekker (2004–2006)[9]
- Frans Körver (2006–2007)[10][11]
- Henk Wisman (2007)[12][13]
- Roger Reijners (2007–2010)
- Wim Dusseldorp (2010–2011)[14][15]
- Tini Ruys (2011–2012)[16][17]
- Willy Boessen (2012–2014)[18][19]
- Peter van Vossen (2014–2015)[19][20]
- Ben van Dael (2015–2016)[21][22]
- Sunday Oliseh (2017–2018)[23][24]
- Cláudio Braga (interino- 2018)[25]
- René Eijer (2018–2019)[26][27]
- Sjors Ultee (2019–2020)[28]
- Kevin Hofland (2020)[29][30]
- Sjors Ultee (2020–2022)[31]
- Julio Velázquez (2022–2023)[32][33]
- Danny Buijs (2023–presente)